# Gueorgui Chaïdouko
Gueorgui Ivanovitch Chaïdouko (en russe : Георгий Иванович Шайдуко), né le 6 août 1962 à Nikopol (république socialiste soviétique d'Ukraine, URSS) et mort le 8 janvier 2023, est un skipper russe.

## Biographie
Gueorgui Chaïdouko participe aux Jeux olympiques d'été de 1996 à Atlanta et remporte la médaille d'argent dans l'épreuve du soling en compagnie de Igor Skaline et Dmitri Chabanov.